# 周行一
周行一 ( 1959年— )，臺灣金融學者。前任國立政治大學校長，商學院（金融學系、財務管理學系）教授。台灣期貨交易所季刊、台灣金融財務季刊、Pacific Basin Finance Journal	等學術期刊編輯委員。

## 科技部計劃
- 103年，《借殼上市相關研究-以臺灣為例》，計劃主持人
- 102年，《個別投資人投資專注度與投資績效：臺灣的實證》，計劃主持人
- 96年，《台灣股票市場個別投資人存活率研究（1/2)》，計劃主持人
- 96年，《台灣股票市場個別投資人存活率研究（2/2)》，計劃主持人
- 95年，《散戶與法人的群聚行為研究(2/2)》，計劃主持人
- 94年，《散戶與法人的群聚行為研究(1/2)》，計劃主持人
- 93年，《台灣股票市場的權益溢酬(2/2))》，計劃主持人

## 外部連結
國立政治大學財務管理學系：周行一教授簡介
| 教育職務                           | 教育職務                                                 | 教育職務      |
| ---------------------------------- | -------------------------------------------------------- | ------------- |
| 國立政治大學                       |                                                          |               |
| 前任： 林碧炤（代理） 正任：吳思華 | 國立政治大學校長 第十三屆 2014年11月14日－2018年11月16日 | 繼任： 郭明政 |